# Ернест Дудар де Лагре
Ернест Марі Луї де Гонзаг Дудар де Лагре, що став за рішенням суду Дудар де ла Грі у 1862 році (31 березня 1823 Сен-Венсан-де-Меркюз — 12 березня 1868 Тонг-Тчуен, Юньнань) — французький моряк та дослідник.

## Біографія
Народився у Сен-Венсан-де-Меркюз (Ізер). У 1842 році став учнем Політехнічної школи.
У 1845 році отримав звання аспіранта 1-го класу, а у 1854 році — лейтенанта корабля. Брав участь у Кримській війні, де був нагороджений орденом Почесного легіону.
У 1862 році був направлений до Кохінхіни, де брав участь у підписанні договору, який встановив французький протекторат над Камбоджею 5 липня 1863 року в Сайгоні.

## Кримська війна (1853—1856)
На початку Кримської війни Ернест Дудар де Лагре служив на борту трищоглового корабля «Фрідланд», який входив до складу франко-британського експедиційного корпусу, направленого в Чорне море. Ернест Дудар де Лагре отримав звання лейтенанта корабля безпосередньо перед розривом дипломатичних відносин з Росією. Він був присутній під час бомбардування Одеси і брав участь у облозі Севастополя у 1854 році. «Фрідланд» разом з іншими кораблями бомбардував укріплення міста без особливого успіху, перш ніж відійти під вогнем російських батарей.
Під час стоянки біля Качі «Фрідланд» потрапив у сильний ураган 14 і 15 листопада 1854 року. Він зазнав серйозних пошкоджень, які змусили його повернутися до Константинополя, де Дудар де Лагре пробув рік. Він повернувся до Франції наприкінці 1855 року.

## Представник Франції в Камбоджі
Після повернення до Франції Дудару де Лагре доручили різні місії. На жаль, він страждав від сильної хвороби горла, яку лікарі пізніше діагностували як хронічний зернистий фарингіт, і це змусило його пройти курс лікування. У 1861 році він попросив, щоб його відправили до Кохінхіни, де теплий клімат сприяв його одужанню.

## Експедиція по Меконгу (1866—1868)

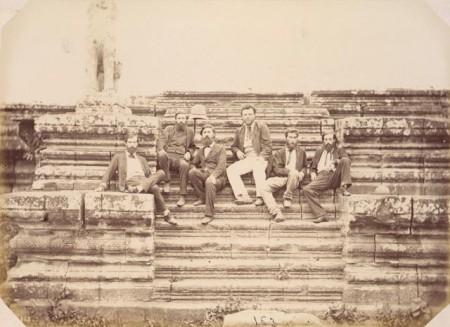
Дудар де Лагре (перший ліворуч) з членами Наукової комісії Меконгу під час перебування в Ангкорі в 1866 році (фото Еміля Гселла)

У 1864 році Дудар де Лагре повернувся до Франції, а потім знову вирушив у званні капітана фрегата у 1866 році для наукової експедиції по Меконгу. Його заступником був лейтенант Франсіс Гарньє. До складу експедиції входили Кловіс Торель, який відповідав за ботанічну частину, лейтенант Луї Делапорт, Луї де Карне, лікар Люсьєн Жубер та фотограф Еміль Гселл. Експедиція піднялася по річці, перетнула непрохідні ліси та дослідила, зокрема, місцевість Ангкор у 1866 році, потім вона піднялася до сучасного Лаосу та Тонкін, але командувач Дудар де Лагре помер від хвороби у 1868 році у високих горах Юньнаню, ще до завершення експедиції, яка завершилася під командуванням його заступника у червні 1868 року в Шанхаї.
Ернест Дудар де Лагре також був ентомологом. Його колекція екзотичних комах була передана до Національного музею природної історії в Парижі.
Похований на Французькому кладовищі в Сайгоні в одній могилі з Франсісом Гарньє. Після того, як це кладовище було зруйновано комуністичною владою, урну з його прахом передали представникам Франції.

## Нагороди
- Офіцер ордена Почесного легіону
- Кримська медаль
- Великий хрест Королівського ордена Камбоджі

На честь нього було названо кілька кораблів Військово-морського флоту Франції.